# Province de Xaisomboun
La province de Xaisomboun est une province du Laos. C'est la 18e province créée le 13 décembre 2013 à partir de districts des provinces de Vientiane et Xieng Khouang. Entre 1994 et 2006, le territoire constituait la zone spéciale de Xaysomboun.
Cette zone montagneuse est peuplée majoritairement de minorités Hmong et Khmu.

## Histoire
Les Hmong s'engagent dans la guerre du Viêt Nam aux côtés des États-Unis et des lieux stratégiques se trouvent sur le territoire de la province de Xaisomboun, par exemple la base aérienne de Long Tien exploitée par la Central Intelligence Agency.
Depuis la guerre, un conflit est en cours entre le gouvernement communiste du Laos et des membres de l'ethnie Hmong, notamment dans la province de Xaisomboun. La zone spéciale de Xaysomboun placée sous administration militaire est créée en 1994 pour mieux contrôler et isoler les résistants hmong. La zone est dissoute en 2006 et les territoires sont réattribués aux provinces de Vientiane et Xieng Khouang. La province actuelle est créée le 13 décembre 2013 à partir des districts de Hom et de Longsane de la province de Vientiane et du district de Thathom de la province de Xieng Khouang.

## Géographie

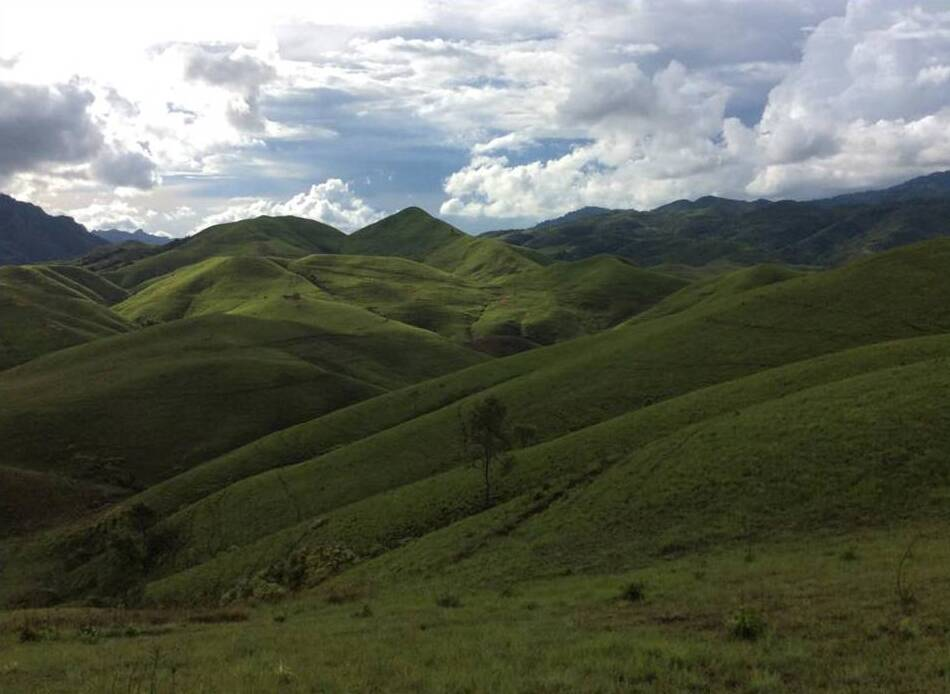
Un paysage de la province de Xaisomboun.

La province a une surface de 4 506 km2. Elle est limitrophe de la province de Luang Prabang au nord-ouest, de la province de Xieng Khouang au nord, de la province de Borikhamxay au sud et de la province de Vientiane à l'ouest.
La province est très montagneuse et couverte de forêts. On y trouve le Phou Bia, point culminant du pays avec une altitude de 2 820 mètres. La rivière principale est la Nam Ngum sur laquelle a été construit un barrage (en) formant l'un des plus grands lacs du pays à la frontière avec la province de Vientiane.

## Aires protégées
L'aire protégée de Phou Khao Khoay s'étend dans le Sud de la province de Xaisomboun ainsi que dans les provinces de Borikhamxay et Vientiane et dans la préfecture de Vientiane. Établie en 1993, elle a une surface d'environ 2 000 km2. C'est une région couverte de forêts et montagneuse, le plus haut sommet atteignant 1 671 mètres. On y trouve notamment des éléphants, des tigres et des gibbons,.

## Divisions administratives
La province est découpée en 5 muangs (ou districts). 
| Carte | Code                   | Nom        | Nom lao | Population |
| ----- | ---------------------- | ---------- | ------- | ---------- |
|       |                        |            |         |            |
| 18-01 | District d'Anouvong    | ເມືອງອະນຸວົງ  | 23 658  |            |
| 18-02 | District de Longchaeng | ເມືອງລ້ອງແຈ້ງ | 8 834   |            |
| 18-03 | District de Longsan    | ເມືອງລ້ອງຊານ | 22 654  |            |
| 18-04 | District de Hom        | ເມືອງຮົ່ມ     | 10 585  |            |
| 18-05 | District de Thathom    | ເມືອງທ່າໂທມ  | 19 437  |            |

## Démographie
En 2015, la province a une population de 85 168 habitants. La densité de population est de 19 habitants par km2. 34,7 % des habitants vivent en zone urbaine, 64,6 % dans des zones rurales accessibles par la route et 0,6 % dans des zones non accessibles par la route.
Les habitants font majoritairement partie des ethnies Hmong (55 %), Lao Loum (26 %) et Khmu (19 %). Les Tai Dam et les Thai Phuan (en) sont également présents dans la province.

## Économie
L'économie de la province dépend principalement de la production d'hydroélectricité et de l'agriculture.
La mine de Phu Kham est une mine à ciel ouvert riche en or, cuivre et argent. Plus de 330 millions de dollars y ont été investis jusqu'en 2012.

## Tourisme
La province a été ouverte aux touristes en 2015. En 2017, 15 831 touristes internationaux et 15 272 touristes domestiques l'ont visitée. Le territoire compte un hôtel et 37 maisons d'hôtes pour un total de 336 chambres et 370 lits à la même date. Les principales attractions sont les montagnes et les chutes d'eau ainsi que le lac du barrage de Nam Ngum (en).